# Omolicna dubia
Omolicna dubia är en insektsart som beskrevs av Caldwell 1944. Omolicna dubia ingår i släktet Omolicna och familjen Derbidae. Inga underarter finns listade i Catalogue of Life.